# Reg Pollard
Vous lisez un « bon article » labellisé en 2023.
Ne pas confondre avec l'homme politique australien Reg Pollard (1894-1981).
Pour les articles homonymes, voir Pollard.
Reginald George Pollard, dit Reg Pollard, né le 20 janvier 1903 à Bathurst en Nouvelle-Galles du Sud et mort le 9 mars 1978 à Wyrallah dans le même État, est un officier australien de l'armée de terre. Il est Chief of the General Staff de 1960 à 1963.
Reg Pollard est diplômé du collège militaire royal de Duntroon en 1924. Officier régulier, il sert comme adjudant/quartier-maître dans plusieurs bataillons des Forces militaires citoyennes (CMF) au cours des années 1920 et 1930. En 1938, il est affecté en Angleterre pour suivre une formation d'état-major, qui est interrompue par le déclenchement de la Seconde Guerre mondiale. Reg Pollard rejoint la Seconde force impériale australienne en 1940 et, l'année suivante, il combat avec la 7e division au Moyen-Orient, où il est cité dans les dépêches. Promu colonel en 1942, il devient officier supérieur de l'état-major de la 7e division en Nouvelle-Guinée et reçoit l'Ordre du Service distingué pour ses actions. Il passe la majeure partie du reste de la guerre à des postes d'état-major et de formation en Australie.
Au début de l'après-guerre, Reg Pollard est chargé de la formation des recrues, de la guerre terrestre et aérienne, de l'administration et de la planification. En 1953, il est promu brigadier et prend le commandement de la composante armée australienne des forces du Commonwealth britannique en Corée. Il rejoint le conseil militaire en tant que major général en 1954 et est nommé commandeur de l'ordre de l'Empire britannique l'année suivante. En 1957, il est promu lieutenant général et prend la tête du commandement de l'Est à Sydney ; deux ans plus tard, il est nommé Compagnon de l'Ordre du Bain. Anobli en 1961, il préside, en tant que chef d'état-major général, à la réorganisation de l'armée en une structure « pentropique » et s'emploie à faire de Duntroon un établissement conférant des diplômes. En 1962, il supervise le déploiement de la première équipe de conseillers militaires australiens au Sud-Vietnam. Après avoir pris sa retraite de l'armée en 1963, Reg Pollard devient colonel honoraire du Royal Australian Regiment ; il est secrétaire australien de la reine Élisabeth II lors de la visite royale de 1970 et est nommé chevalier commandeur de l'ordre royal victorien la même année.

## Biographie

### Naissance et jeunesse
Reginald George Pollard, né le 20 janvier 1903 à Bathurst en Nouvelle-Galles du Sud, est le troisième fils d'Albert Edgar Pollard, un comptable anglais, et de son épouse australienne Thalia Rebecca, née McLean. Scolarisé à Bathurst, il entre au collège militaire royal de Duntroon en 1921 et obtient son diplôme avec l'épée d'honneur pour « conduite et performance exemplaires » en 1924,. Reg Pollard et son collègue Frederick Scherger, lauréat de la médaille du Roi et futur air chief marshal, demandent à être transférés dans la Force aérienne royale australienne (RAAF) dans le cadre d'un programme destiné à augmenter le corps des officiers de la RAAF, mais seul Frederick Scherger est accepté. L'année précédente, Reg Pollard et Scherger avaient inauguré une tradition de Duntroon lorsqu'ils avaient trouvé la mâchoire d'un cheval pendant un exercice sur le terrain. Inspirés par le récit biblique dans lequel Samson tue les Philistins avec une mâchoire d'âne, ils ont déclaré que leur trouvaille était un porte-bonheur et l'ont ramenée au collège comme mascotte ; elle devient connue sous le nom de « Enobesra » (apparemment parce que « [le mot] jawbone [« os maxillaire »] semblait si banal, [le mot] arsebone [« os des fesses »] était beaucoup plus intéressant et, écrit à l'envers, devenait à la fois mystérieux et respectable »).
Lieutenant dans la Force militaire permanente (PMF), Reg Pollard est nommé adjudant/quartier-maître du 17e bataillon d'infanterie (en) (Forces militaires citoyennes), dont le quartier général se trouve à North Sydney, en juillet 1925,. Il épouse Daisy Ethel Potter, une dactylo, à l'église anglicane St Andrew's de Strathfield, le 31 octobre ; le Bathurst Times rapporte que Daisy a coupé le gâteau avec l'épée d'honneur de son mari,. Reg Pollard part en Inde pour être attaché à l'armée britannique en septembre 1927, servant dans les Royal Fusiliers et le York and Lancaster Regiment (en),. Il retourne à Sydney en novembre de l'année suivante et est affecté en tant qu'adjudant/quartier-maître, successivement, au 18e bataillon (en) (CMF) et, en septembre 1932, au 44e bataillon (en) (CMF),. En décembre, alors qu'il sert dans le 44e bataillon en Australie-Occidentale, il est promu capitaine. Reg Pollard est commandant du camp de la National Rifle Association of Western Australia de 1934 à 1936. Il est muté au quartier général de l'armée, à Melbourne, en octobre 1936. Il est ensuite affecté en juillet 1938 comme officier d'état-major général de grade 3, chargé de la formation et des tâches générales, à la base du 2e district, à Sydney,. En novembre 1938, Reg Pollard se rend en Angleterre pour suivre les cours de l'école d'état-major de Camberley ; il obtient son diplôme en septembre 1939, la formation qui devait durer deux ans étant écourtée en raison de l'éclatement de la Seconde Guerre mondiale.

### Seconde Guerre mondiale

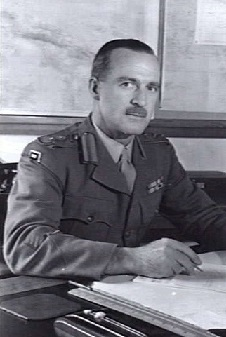
Le colonel Pollard est nommé directeur adjoint des opérations militaires à Melbourne en décembre 1945.

Après la déclaration de guerre, Reg Pollard sert en tant qu'officier de liaison militaire adjoint au Haut-commissariat d'Australie à Londres ; au cours de cette affectation, il passe deux semaines auprès du corps expéditionnaire britannique en France,. Promu major, il rejoint la Seconde force impériale australienne (AIF) en juin 1940. Les dispositions de la loi sur la défense (1903) (Defence Act (1903)) interdisent aux membres de la PMF ou de la CMF de combattre en dehors du territoire australien, sauf en tant que volontaires dans l'AIF. Reg Pollard est nommé brigade major (en) de la 25e brigade, une formation d'infanterie australienne constituée en Angleterre, principalement à partir de personnel logistique, pour aider à lutter contre une éventuelle invasion par l'Allemagne nazie,. La brigade fait partie de la 9e division australienne et, en janvier 1941, s'embarque pour le Moyen-Orient ; elle est transférée à la 7e division à son arrivée.
En mars 1941, Reg Pollard est affecté à l'état-major de la 7e division en Libye, sous les ordres du lieutenant général John Lavarack,. Le 24 avril, pendant la campagne en Cyrénaïque, Reg Pollard dirige un raid sur Giarabub, en Libye, pour évacuer des civils Sanousiyya et détruire des puits et des munitions. Il prend le commandement du 2/31e bataillon à la fin du mois de juin 1941, pendant la campagne de Syrie, remplaçant le commandant de cette unité, le lieutenant-colonel Selwyn Porter, qui a été blessé. Un cessez-le-feu le 12 juillet met fin à la campagne en Syrie, et Reg Pollard est mentionné dans les dépêches pour son service ; la récompense est publiée dans le journal officiel le 30 décembre 1941,. Reg Pollard est promu lieutenant-colonel en août 1941 et est responsable de la création de l'école d'état-major de l'AIF en Palestine,. Il est temporairement élevé au rang de colonel en mars 1942 et affecté à l'état-major de l'AIF au Ceylan, où les 16e et 17e brigades sont en garnison alors qu'elles rentrent du Moyen-Orient en Australie,.
De retour en Australie en août 1942, Reg Pollard est nommé officier d'état-major général de grade 1 de la 6e division ; il sert à son quartier général en Papouasie de septembre à la mi-novembre, date à laquelle il devient l'officier d'état-major principal du major général George Vasey à la 7e division,. Reg Pollard reçoit l'Ordre du Service distingué pour ses actions lors des opérations à Gona et Sanananda, au cours desquelles il a « fait preuve d'une énergie illimitée et obtenu des informations vitales pour les opérations futures » ; la récompense est promulguée le 21 décembre 1943,. À la fin de la campagne de Papouasie, en janvier 1943, Reg Pollard est affecté au Queensland avec la 6e division, qui est en train de s'entraîner et de se renforcer,. Il est instructeur en chef de l'école d'état-major de Duntroon de décembre 1943 à février 1945, date à laquelle il devient directeur adjoint des opérations militaires au quartier général des forces terrestres alliées du général Sir Thomas Blamey à Melbourne,.

### Carrière d'après-guerre

#### Promotion au poste de chef de l'état-major général

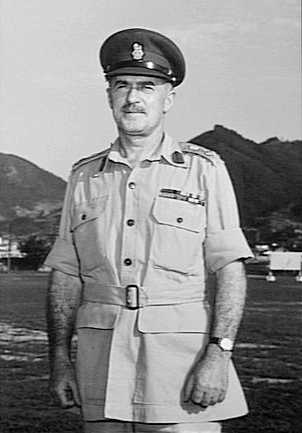
Le brigadier Pollard en tant que commandant de la composante de l'armée australienne des forces du Commonwealth britannique en Corée, juillet 1953.

Reg Pollard commande le centre de formation des recrues de l'armée à Greta, en Nouvelle-Galles du Sud, de février à mai 1946,. Il passe les deux mois suivants à l'état-major du commandement du Nord. En août, il est envoyé en Angleterre pour suivre un cours à l'école de soutien aérien de la Royal Air Force à Old Sarum. À son retour, en février 1947, il est chargé d'enseigner à l'école de soutien aérien de la RAAF, qui vient d'ouvrir ses portes à Laverton, dans l'État de Victoria,. En mars 1948, elle est rebaptisée « School of Land/Air Warfare » et transférée à la Base Williamtown, en Nouvelle-Galles du Sud,. Reg Pollard est nommé directeur de l'administration du personnel au quartier général de l'armée en janvier 1949. L'une de ses tâches consiste à préparer le terrain pour la réintroduction du service national obligatoire ; le nouveau régime est promulgué en 1951 et reste en vigueur jusqu'en 1959,. Le grade de lieutenant-colonel de Reg Pollard est attribué en septembre 1946 et celui de colonel en juillet 1949. Il fréquente l'Imperial Defence College, à Londres, tout au long de l'année 1951 ; il sert comme aide de camp du roi George VI d'avril à août 1952, et dans la même fonction pour la reine Élisabeth II jusqu'en avril 1954.
En janvier 1952, Reg Pollard succède au colonel John Wilton au poste de directeur des opérations et des plans militaires au quartier général de l'armée, et devient président du comité de planification conjoint,. En août, il fait partie des délégués australiens qui rejoignent le ministre des Affaires extérieures, Richard Casey, pour la réunion inaugurale du Conseil ANZUS à Honolulu ; les délégations américaine et néo-zélandaise sont dirigées respectivement par le secrétaire d'État Dean Acheson et le ministre des Affaires extérieures Clifton Webb,. Reg Pollard participe également à la préparation de l'essai atomique de Montebello, en Australie-Occidentale, en octobre 1952. Promu temporairement brigadier en mars 1953, Reg Pollard joue le rôle de conseiller militaire australien auprès du Premier ministre Robert Menzies lors de la conférence des Premiers ministres du Commonwealth qui s'est tenue à Londres en juin de la même année,. De juillet à novembre, il est commandant de la composante armée australienne des forces britanniques du Commonwealth en Corée ; il est chargé de gérer la rotation des troupes australiennes sur le théâtre des opérations et de tenir leurs dossiers personnels,. Reg Pollard est ensuite nommé adjudant général adjoint au quartier général de l'armée, et son grade de brigadier devient effectif en décembre 1953,.
En septembre 1954, Reg Pollard est promu temporairement major général et nommé quartier-maître général et troisième membre militaire du Conseil militaire. À 52 ans, il est le plus jeune membre du conseil d'administration. Sa promotion au grade de major général est concrétisée en décembre 1954. Lors de l'inspection des conditions de travail des troupes australiennes déployées en Malaisie en décembre 1955, Reg Pollard aurait déclaré qu'il y avait eu « une ou deux » plaintes sérieuses, mais qu'il avait été « étonné de voir qu'il y en avait si peu, étant donné que le soldat moyen se plaint beaucoup tout le temps »,. En août 1957, il est promu lieutenant-général et succède à Eric Woodward en tant qu'officier général commandant le commandement de l'Est, après la nomination de Woodward au poste de gouverneur de Nouvelle-Galles du Sud,. Basé à Sydney, le commandement de l'Est couvre l'État de Nouvelle-Galles du Sud et constitue le quartier général supérieur de la 2e division (CMF). Reg Pollard est nommé Commandeur de l'Ordre de l'Empire britannique lors du Birthday Honours de la reine promulgué le 9 juin 1955, et Compagnon de l'Ordre du Bain lors du Birthday Honours promulgué le 13 juin 1959.

#### Chief of the General Staff
Le 1er juillet 1960, Reg Pollard succède au lieutenant général Sir Ragnar Garrett (en) en tant que Chief of the General Staff (CGS) et est fait chevalier commandeur de l'Ordre de l'Empire britannique lors du Birthday Honours de la reine promulgué le 2 juin 1961,.
En tant que CGS, Reg Pollard supervise une restructuration majeure de l'armée. Prenant exemple sur l'armée américaine, l'armée australienne remplace en 1960 sa structure divisionnaire « triangulaire », composée de trois bataillons d'infanterie placés sous le commandement d'une brigade, par une organisation « pentropique », composée de cinq bataillons plus importants, sans niveau de brigade entre le commandement de la division et le commandement du bataillon. La réorganisation avait été parrainée par Ragnar Garrett et approuvée par Townley en décembre 1959,. Selon l'historien Chris Clark, Reg Pollard était « personnellement ambivalent » à propos de ce changement, qui visait à rationaliser les ressources et à renforcer les bataillons en vue des déploiements à l'étranger, mais qui a également entraîné la dissolution des brigades de citoyens et de nombreuses autres unités de milice,. En tout état de cause, les États-Unis abandonnent le système « pentropique » en juin 1961, et l'armée australienne revient finalement à la formation « triangulaire » à la suite d'une étude commandée par le successeur de Reg Pollard au poste de CGS, le lieutenant-général Wilton, en octobre 1964,. Un autre domaine d'intérêt de Reg Pollard en tant que CGS est la qualification académique des officiers de l'armée. Craignant que les diplômés de Duntroon ne commencent à prendre du retard par rapport à leurs homologues de la communauté ayant fait des études supérieures, il s'efforce de faire du collège un établissement conférant des diplômes, bien que cela ne se concrétise qu'en 1968.
En décembre 1961, Reg Pollard déclare au secrétaire de la commission de la défense qu'il considère que les effectifs de l'armée sont insuffisants pour soutenir la politique de « défense avancée » du gouvernement, qui implique de faire face à l'avancée communiste en Asie du Sud-Est, bien loin de l'Australie continentale. Selon lui, la CMF n'est pas correctement équipée pour assurer la relève des forces régulières déployées à l'étranger, et la conscription « semble politiquement et économiquement hors de question ». Néanmoins, le gouvernement réintroduit la conscription en 1964. La menace d'une prise de contrôle du Sud-Vietnam par les communistes devenant de plus en plus évidente, l'armée commence en 1962 à s'exercer spécifiquement aux opérations de contre-insurrection, un type de guerre que Reg Pollard qualifie de « tâtonnement frustrant face à un ennemi insaisissable » ; il ajoute qu'« aucune solution purement militaire à une situation d'insurrection communiste n'est possible ». En mai de la même année, le gouvernement fédéral accède à la demande d'instructeurs militaires du Sud-Vietnam ; Reg Pollard est chargé de définir les lignes directrices pour les trente conseillers déployés en août dans le cadre de l'équipe de formation de l'armée australienne au Viêt Nam, dirigée par son ami le colonel Ted Serong (en),.

### Retraite, fin de vie et mort
Après avoir atteint l'âge de la retraite obligatoire de soixante ans, Reg Pollard quitte l'armée le 20 janvier 1963, après avoir recommandé John Wilton pour lui succéder. Il devient éleveur bovin dans une ferme à Wesburn, dans l'État de Victoria. En juillet 1965, il est nommé colonel honoraire (puis colonel commandant) du Royal Australian Regiment et rend visite aux troupes australiennes au Sud-Vietnam. Il est secrétaire australien de la reine Élisabeth II lors de la visite royale de 1970 et est fait chevalier commandeur de l'Ordre royal de Victoria en reconnaissance de ses services ; la distinction est promulguée le 29 mai 1970, avec effet rétroactif au 3 mai,. En 1974, il s'installe dans une nouvelle propriété, qu'il baptise Duntroon, à Wyrallah, en Nouvelle-Galles du Sud. Reg Pollard meurt subitement à son domicile de Wyrallah le 9 mars 1978, à l'âge de 75 ans. Il laisse dans le deuil sa femme et ses deux fils, et est incinéré,.

## Distinctions
- Ordre du Service distingué (1943)
- Ordre du Bain (1959)
- Ordre de l'Empire britannique à titre civil (1961)
- Chevalier commandeur de l'ordre royal de Victoria (1970)